# 3-Metiltiofentanil
3-Metiltiofentanil je opioidni analgetik koji je analog fentanila.
3-Metiltiofentanil je bio tokom kraćeg perioda u prodaji na crno u Americi tokom 1980-tih, pre nego što je uveden zakon kojim se kontrolišu čitave familije lekova po osnovi njihove strukturne sličnosti.
3-Metiltiofentanil ima slično dejstvo sa fentanilom. Nuspojave fentanilnih analoga su slične nuspojavama fentanila, i obuhvataju svrab, mučninu i potencijalno ozbiljnu respiratornu derpesiju koja može da dovede do smrtnog slučaja.